# Кадубовецкая сельская община
Кадубовецкая сельская община (укр. Кадубовецька сільська громада) — территориальная община в Черновицком районе Черновицкой области Украины.
Административный центр — село Кадубовцы.
Население составляет 8921 человека. Площадь — 94,9 км².
В соответствии с распоряжением Кабинета Министров Украины от 12 июня 2020 года, в состав общины вошла территория Василевского, Кадубовецкого, Крещатицкого, Кулевецкого, Репужинецкого и Чуньковского сельских советов упразднённого Заставновского района

## Населённые пункты
В состав общины входит 6 сёл:
- Кадубовцы
- Василевский старостинский округ:
  - Василев
- Крещатицкий старостинский округ:
  - Крещатик
- Кулевецкий старостинский округ:
  - Кулевцы
- Репужинецкий старостинский округ:
  - Репужинцы
- Чуньковский старостинский округ:
  - Чуньков